# Bedford Park (Illinois)
Bedford Park è un comune degli Stati Uniti d'America, situato nell'Illinois, nella contea di Cook. Fa parte dell'area metropolitana di Chicago.